# Анах
Анах или Ана (арап. عانة‎‎, ʾĀна) раније познат као Ана, је ирачки град на реци Еуфрат, отприлике на пола пута између залива Александрета и Персијскг залива. Анах се простире од запада према истоку на десној обали дуж кривине реке пре него што се заокреће јужно према граду Хит.

## Назив
Град је називан Ха-на-ат на вавилонском писму око 2200 п. н. е, а град је према писању Тукулити Нинурта био познат и као А-на-ат 885. п. н. е. и као Ан-ат према писању Асур-насир-пала II око 879. п. н. е.BC, Име је повезано са широко обожаваном богињом рата Анат.BC, Био је познат као Анатхо (грчки: Αναθω) према грчком географу Исидору Караксу и Аната према Амијану Маркелину; рани арапски писци га описују на различите начине, као'Ана или (као да множина)'Анат.

## Историја

### Антика
Упркос томе што је одржао своје име преко 42 векаа, чини се да је тачна локација насеља мењана с времена на време. Извори кроз већи део његове ране историје, међутим, смештају Анах на једно острво у Еуфрату.
Његова рана историја под Вавилонци је неизвесна. У 3-миленијум п. н. е. писмо помиње шест "људи Ханата" где се помиње опис узнемирености у Резиденцији Сухи, који је укључивао округ Анах.BC, Вероватно је да то није место које помиње Аменхотеп I у 16. веку п. н. е. или у говору гласника Сенахериба послатог јудејском краљу Езекији, али вероватно локација "у средини Еуфрата" супротном оном где се Асур-насир- другар III зауставио током похода 879. п. н. е.BC, Такође се спомиње у четири документа из 7 века п. н. е. према речима асиролога Клода Хермана Валтер Јоханса.
Ксенофонт бележи да је Кирова војска снабдевана током похода у 401. године пре нове ере у "Карманди" пред крај 90-парасанга (мера за даљину) марша између Корсоте и Пиле, који је вероватно мислио на Анах. То је било место где је Јулијан прво наишао на отпор током своје експедиције против Партије. Он је добио у посед то место и раселио његове становнике.BC,

### Средњи век
Године 657, за време муслиманског освајања Ирака, Алијеви поручници Зијад и Шуреих су одбили да пређу преко Еуфрата у Анах. Касније, 1058, Анах је место изгнанства за калифе Каим у време када је Ел Басасири био на власти. У 14. веку, Анах је седиште катхоликоса (црквена титула на истоку) који су служили као примат над персијским хришћана.BC, Током ране исламске владавине, био је просперитетан трговачки град, познат по својим палмама и баштама; у 14. веку, Мустафија је писао у славу својих палми и шумарака. Средњевековни арапски песници славили су вино из Авнаха;
Између 14. и 17. века, Анах служио као седиште мноштва регионалних арапских племена. У 1574, Леонарт Раволф основао је град подељен на два дела, турски "тако окружен реком да се не могоже у њега ући копном, али чамцима може" и шири насип у арапског делу. Године 1610, Текеира је рекао да Анах лежи на обе обале реке, са чиме се Пјетро Дела Вале сложио. Те године, Дела Вале је пронашао Шкота Џорџа Стракхана становника Анаха, радећи као лекар код емира и проучавајући арапски; и такође је наишао на неке од обаожавалаца сунца који и даље тамо живе. Делла Вале и Тексеира назвали су Анах главним арапским градом на Еуфрату, који контролише велики пут западно од Багдада и територије које досежу до Палмире.BC,

### Касни отомански период
Око 1750. године Османлије су успоставиле заосталу управу која је требало да руководи Анахом и његовим округом. Након отприлике једног века, организованија локална власт га је поставила место које он заслужује, тако што је Анах је постао средиште казе (адм. јединица) која припада Багдадском вилајету.
Почетком 19. века, Г. А. Оливиер пронашао је само 25 људи у служби локалног принца, са становницима који су свакодневно бежали да би се спасили од напада бедуина против којих им није пружена никаква заштита. Он је описао град као једну дугу улицу дужине пет или шест километара дуж уског појаса земље између реке и гребена на стеновитим брдима. В. Ф. Ејнсворт, бележећи усвојој енглеској експедицији на Еуфрату, извештава да су 1835. године Арапи насељавали северозападни део града, хришћани центар, и Јевреји југоисток. Исте године, пароброд Тигар је потонуо у олуји изнад Анаха, близу места где Јулиан претрпео губитке због сличне олује.BC,
До средине 19. века, куће су бивале одвојене једана од друге воћним вртовима, који су такође испуњивали речно острво у близини града. Најисточнији део острва имао је рушевине замка, док су се рушевине древног Анатоа протезале додатних 2 km дуж обале реке. Он је означавао границу између северног и јужног региона у тој области. Са стационирањем турских трупа у граду око 1890. године мештани више нису морали да плаћају данак бедуинима који су их до тада уцењивали. Почетком 20. Века грубапамучна тканина је представљала једини индустријски производ са овог подручја. Године 1909. Анах је имао 15, 000 становника и 2, 000 кућа. Већину становништва су чинили сунитски Арапи, као и мала јеврејска заједница која је живела на јужном ободу града.

### Краљевина Ирак
Године 1918, град је био заузет од стране британских снага а 1921. године, укључен је у Краљевине Ирака. Он је остао административни центар за казе, као део већег Рамади- басед Лива од Дулаима. У казу Анах такође су укључени и подокрузи Хит, Ел Каим и Џуба. Мештани овог града дошли су у озбиљан сукоб са становницима града Рава који су се дипломатским договором који је постигнут 1921. године ту населили. Њеном територијом на западу доминирало је племе Анизах док је на истоку грана Џарба коју је чинило племе Шаммар имало претежни утицај.
Према речима историчара С. Х. Лонгрига већина грађевина у Анаху налази се међу појасевима урминих палми и био " сматран здравим и сликовитим местом". Урмине палме су наводњаване воденим точковима. Било је такође више раштрканих насиља у средњем току острва на Еуфрату у близини средишта града. Жене у граду су биле познате по својој лепоти и ткању памука и вуненог текстила. Мушкарци, од којих су многи били приморани да емигрирају због недостатка стамбеног простора, у великој мери су били ангажовани као чамџије и превозници терета воденим путем до Багдада. Град је имао релативно високе образовне стандарде, са осам школа колико је изграђено од 1946. године.
Према извештајима Ф. Р. Чеснеја говори се о 1800 кућа, 2 џамије и 16 водених точкова. Спомиње се и један минарет велике старости. Нортхед пак извештава о једном мањем месту локалног значаја у време 11. века, али затим наводи своје мишљење да се ради о месту из једног века након тога. И да је он је настао од једног острва и припадао је локалној џамији. Док је према описима др. Муајада Саида град описан као октагонално тело"повећано удубљењима, од којих су нека била затворена" што је он још раније и за бележио током почетка конзерваторских радова 1935, 1963. и 1964. године. Када је долина преплављена изградњом бране Хадита 1984. и '85, ирачки државни одбор за антиквитете спровео сечење локалитета на делове и уклонио га заједно са новим Анахом, где је поново подигнут на висину од 28 m (92 стопа) крајем 1980-их.
Према неким изворима Исил је наводно имао контролу над овим градом од 2014. године.